# Đáo Ngạn Chi
Đáo Ngạn Chi (chữ Hán: 到彦之, ? - 433), tự Đạo Dự, người Vũ Nguyên, Bành Thành  là một viên sủng tướng nhà Lưu Tống thời Nam Bắc triều trong lịch sử Trung Quốc.

## Phò tá Vũ đế
Ông là hậu duệ của Đại phu Khuất Đáo nước Sở đời Đông Chu. Khi Lưu Dụ đánh dẹp Tôn Ân, nhờ là đồng hương nên được đi theo, trận nào cũng lập chiến công.
Bọn Lưu Dụ sắp khởi binh chống Hoàn Huyền, nhà Ngạn Chi ở Quảng Lăng, vào lúc sắp lên đường, nghe tin Lưu Đạo Quy đã giết được Hoàn Hoằng ở đó, nhanh chóng quay về, thì Đạo Quy đã vượt sông sang bờ nam. Ông vội vã tìm cách vượt sông, đến được Kinh Khẩu, thì gặp Mạnh Sưởng lưu thủ tại đây, còn Lưu Dụ đã đi Kiến Nghiệp, Sưởng giữ Ngạn Chi ở lại. Khi gặp Lưu Dụ, ông bị trách mắng, không thể tự giải thích, mà Sưởng lại không nói giúp, nên không được gia quan chức.
Năm Nghĩa Hi đầu tiên (405), được bổ làm Trấn quân Hành tham quân. Năm thứ 6 (410), Lư Tuần bức đến kinh thành, Ngạn Chi cùng Đàn Đạo Tế đánh úp quân nhu của nghĩa quân, bị tướng nghĩa quân là Tuân Lâm đánh bại, miễn quan. Sau nhờ quân công được phong Ngận Sơn huyện tử, làm Thái úy Trung binh tham quân. Phiếu kỵ tướng quân Lưu Đạo Liên trấn Giang Lăng, dùng Ngạn Chi làm Phiếu kỵ Tư nghị tham quân, sau đó thăng làm Tư mã, Nam Quận thái thú. Lại theo Lưu Nghĩa Long trấn Bành Thành, được ban chức Sứ trì tiết, Nam Man hiệu úy. Lưu Dụ lên ngôi, là Lưu Tống Vũ đế, được tiến tước làm hầu.

## Phò tá Văn đế

### Đánh dẹp quyền thần
Ngạn Chi coi giữ Kinh Sở gần 20 năm, rất có uy vọng trong lòng quan dân. Sau khi bọn Từ Tiện Chi làm việc soán nghịch, đón Lưu Nghĩa Long về nối ngôi, tức là Lưu Tống Văn đế. Nghĩa Long lo sợ, muốn lấy ông làm tiền khu, Ngạn Chi nói: "Biết rõ (bọn họ) không hai lòng, nên thuận dòng mà về triều; nếu có gì đắn đo, quân đội này không đủ để trông cậy; lại thêm (muốn) cởi mối hiềm khích này, chẳng phải nên nhìn khắp xa gần ư!" (ý nói Lưu Nghĩa Long nên nhẫn nhịn bọn Từ Tiện Chi một thời gian).
Gặp lúc Ung Châu thứ sử Trử Thúc Độ mất, triều đình sai Ngạn Chi tạm quyền trấn Tương Dương. Bọn Tiện Chi muốn để Ngạn Chi nắm Ung Châu, Đế không cho, triệu về làm Trung lĩnh quân, ủy thác quân – chính sự. Ông từ Tương Dương xuôi dòng về kinh, Kinh Châu thứ sử Tạ Hối đã đến trấn, rất e dè vì Ngạn Chi là tâm phúc của Đế. Ông đến Dương Khẩu, theo đường bộ đi Giang Lăng (châu trị của Kinh Châu), sắp đặt cẩn thận các thứ tặng phẩm, Hối đành mời vào mà tiếp đãi hậu hĩ. Ngạn Chi để lại ngựa và các thứ binh khí tốt, Hối do vậy mà yên lòng.
Năm Nguyên Gia thứ 3 (426), Văn đế chinh thảo Tạ Hối, tiến Ngạn Chi làm Trấn quân. Đài quân ở cù lao bên ngoài Bành Thành giao chiến thất thế, mọi người muốn lui về Hạ Khẩu, ông không chịu. Gặp lúc Đàn Đạo Tế đến hội quân, Hối bèn thua chạy. Bình xong Giang Lăng, Ngạn Chi nhân đó được làm Giám Kinh Châu châu phủ sự, đổi phong Kiến Xương huyện công. Mùa thu năm ấy, được thăng làm Nam Dự Châu thứ sử, giám 6 châu chư quân sự, trấn Lịch Dương.

### Tấn công Bắc Ngụy
Đế chịu ơn của Ngạn Chi rất nhiều, muốn gia chức Khai phủ, nên trước hết lệnh cho ông lập công. Năm thứ 7 (430), sai Ngạn Chi chỉ huy bọn Đốc là Vương Trọng Đức, Trúc Linh Tú, Doãn Xung, Đoạn Hoành, Triệu Bá Phù, Trúc Linh Chân, Dữu Tuấn Chi, Chu Tu Chi tấn công Bắc Ngụy, từ Hoài nhập Tứ. Thế nước Tứ Thủy rất kém, cả ngày đi được 10 dặm, từ tháng 4 đến tháng 7, mới đến được huyện Tu Xương thuộc quận Đông Bình. Quân Ngụy ở Hoạt Đài, Hổ Lao, Lạc Dương đều chạy. Ngạn Chi lưu Chu Tu Chi thủ Hoạt Đài, Doãn Xung thủ Hổ Lao, Đỗ Ký thủ Kim Dung. Tháng 10, quân Ngụy nhắm vào thành Kim Dung, rồi đến Hổ Lao. Đỗ Ký bỏ trốn, Doãn Xung tử trận. Quân Ngụy tiếp tục tiến đến Hoạt Đài. Bấy giờ băng trên Hoàng Hà sắp kết, lương thực lại hết, mắt của Ngạn Chi trước đã có bệnh, lúc này phát ra, tướng sĩ có dịch bệnh, bèn lui quân.
Khi xưa sai Ngạn Chi cất quân, của cải thịnh vương, nay trở về, tiêu tốn gần sạch, kho tàng trống rỗng. Văn đế sai Đàn Đạo Tế cứu Hoạt Đài, bắt Ngạn Chi hạ ngục, miễn quan. Mùa hạ năm sau (431), ông được khởi dụng làm hộ quân.
Năm thứ 9 (432), được ban phong ấp, cố từ. Năm sau (433), mất, được khôi phục những hộ ấp trước đây, thụy là Trung công. Năm Hiếu Kiến thứ 3 (456), có chiếu cho thờ Ngạn Chi trong miếu của Văn đế.
Con lớn Nguyên Độ làm đến Ích Châu thứ sử. Con nhỏ Trọng Độ được kế tự, làm đến Phiếu kỵ tòng sự trung lang. Anh em đều có tài năng, nhưng đều mất sớm. Con Trọng Độ là Huy được tập tước Kiến Xương công.